# 陰維脈病
陰維脈病（いんいみゃくびょう）とは奇経の一つである陰維脈の病である。

## 症状
主に心痛などが起こるとされている。

## 治療
鍼灸においては陰維脈を参照。